# Anapji
Anapji (Estany Anapji o Estany reial d'Anapji), oficialment palau Donggung i estany Wolji, és un estany artificial situat al Parc nacional Gyeongju, a Corea del Sud. Fou construït per ordre del rei Munmu (Rei trenta de Silla Unificada) l'any 674 dC. L'estany està situat en la zona nord-est del palau Banwolseong del que era part (57 aC - 935 dC), al centre de Gyeongju. Té forma ovalada, amb 200 metres d'est a oest i 180 m de nord a sud, i conté tres petites illes. Anapji va ser declarat Patrimoni de la Humanitat per la Unesco l'any 2000 com a part del conjunt patrimonial «Zones històriques de Gyeongiu».

## Història
Està descrit en el Samguk Sagi: «Durant l'època del rei Munmu, un nou estany es va fer en el palau i les flors i els ocells va florir en aquest estany». També és esmentada una recepció reial pel rei Gyeongsun el 931, quan Silla ja s'esfondrava. Després de l'enfonsament de Silla, l'estany va caure en desús durant molts segles. El nom d'Anapji apareix en un document sobre geografia coreana (hangul:동국여지승람, hanja:東國輿地勝覽) de l'era de Joseon, del segle xv, amb l'explicació que el rei Munmu va fer l'estany seguint l'estètica taoista.

## Excavacions
Com a part del projecte de renovació de les àrees històriques de Gyeongju, Anapji va ser drenat i reconstruït el 1974. Un projecte d'excavació a llarg termini a partir de març de 1975 fins al desembre de 1986 va donar a conèixer un gran nombre de relíquies de la llacuna. La investigació va revelar que l'estany havia estat envoltat per murs de pedra, i que havia cinc edificis edificats a l'oest de la llacuna, als costats del sud. També es van trobar els sistemes de canalització d'aigua. Anapji sovint va fer les funcions com a centre de la diplomàcia Silla. El pavelló Imhaejeon podia albergar sobre un miler de persones. Per rebre i impressionar a enviats xinesos durant la Dinastia Tang, es van construir miniaturitzacions dels dotze pics famosos de la Xina «Wu-shan» (muntanyes, en xinès), en forma de terrasses al voltant de l'estany.
Foren excavats i trobats gairebé 33.000 peces d'artefactes històrics. Es van descobrir una abundància de teules úniques i amb extraordinaris dissenys, materials arquitectònics, ceràmica, figures de bronze daurat de Buda, joies, accessoris i altres articles d'ús diari, que ofereix una visió de l'art budista i la vida quotidiana a Silla. Aproximadament 730 d'aquestes relíquies estan en exhibició a la Sala d'Exposicions Anapji, la galeria especial del Museu Nacional de Gyeongju.

## Galeria

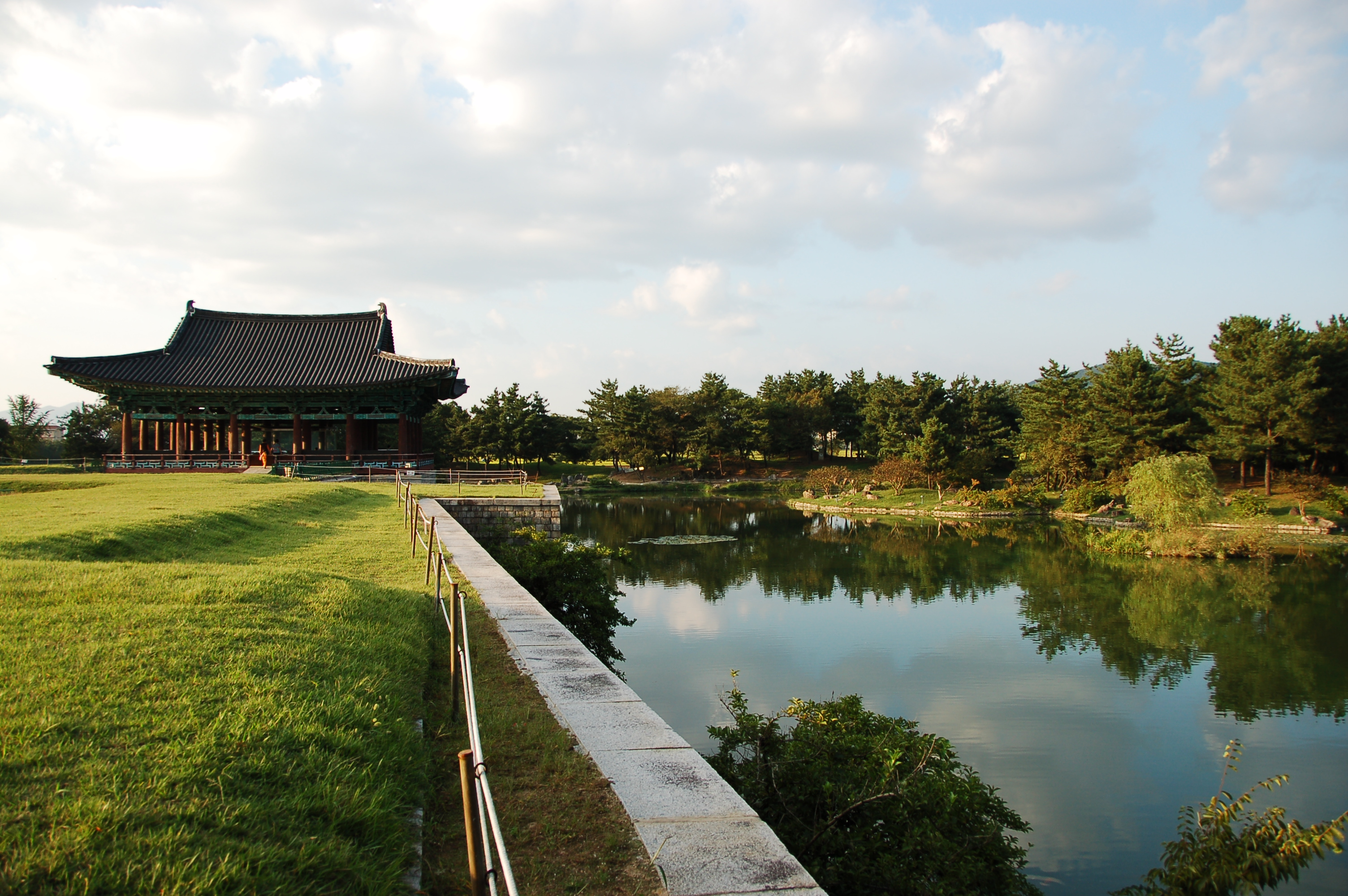
Vista
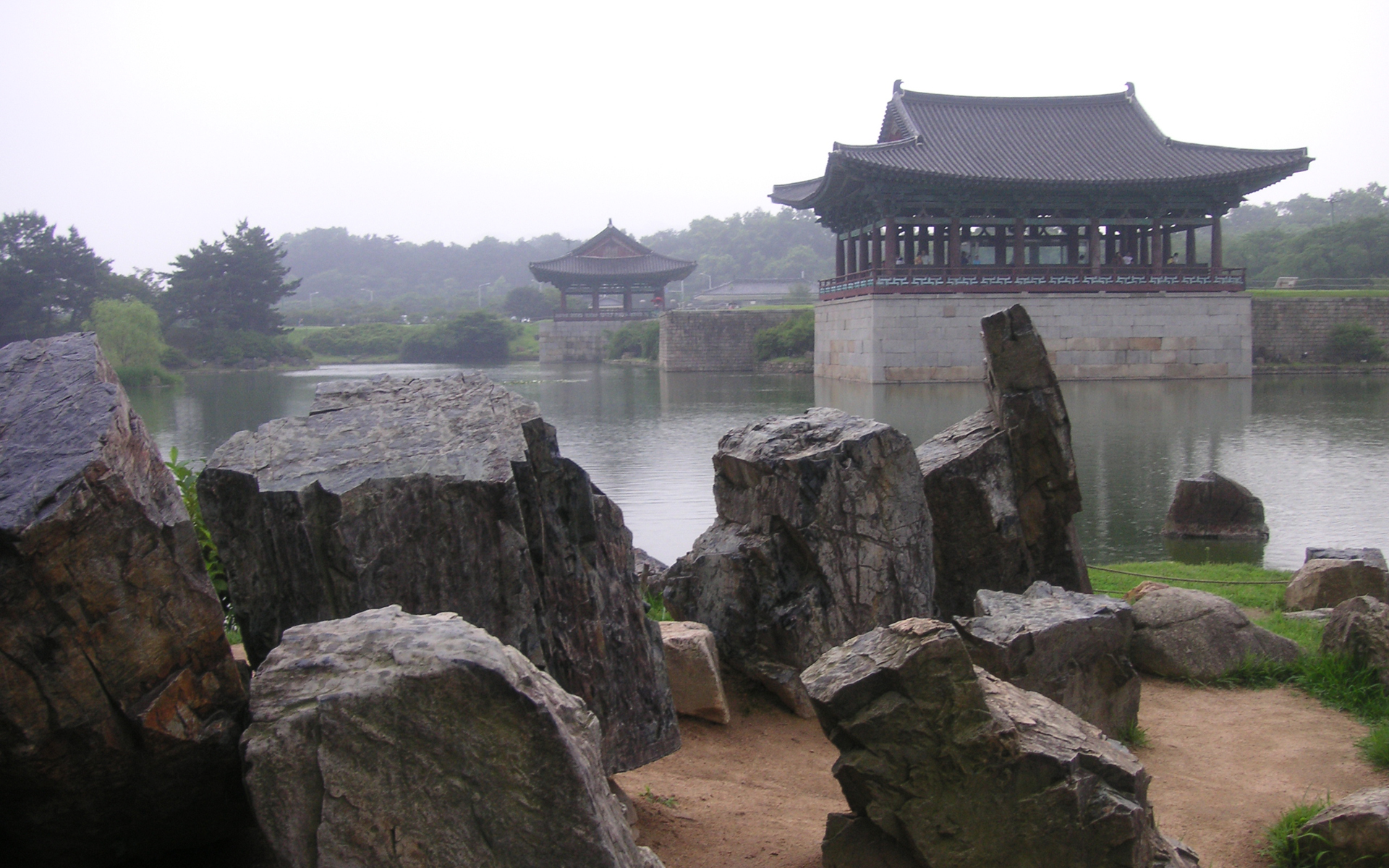
Estany Anap enfront del lloc del palau Banwolseong
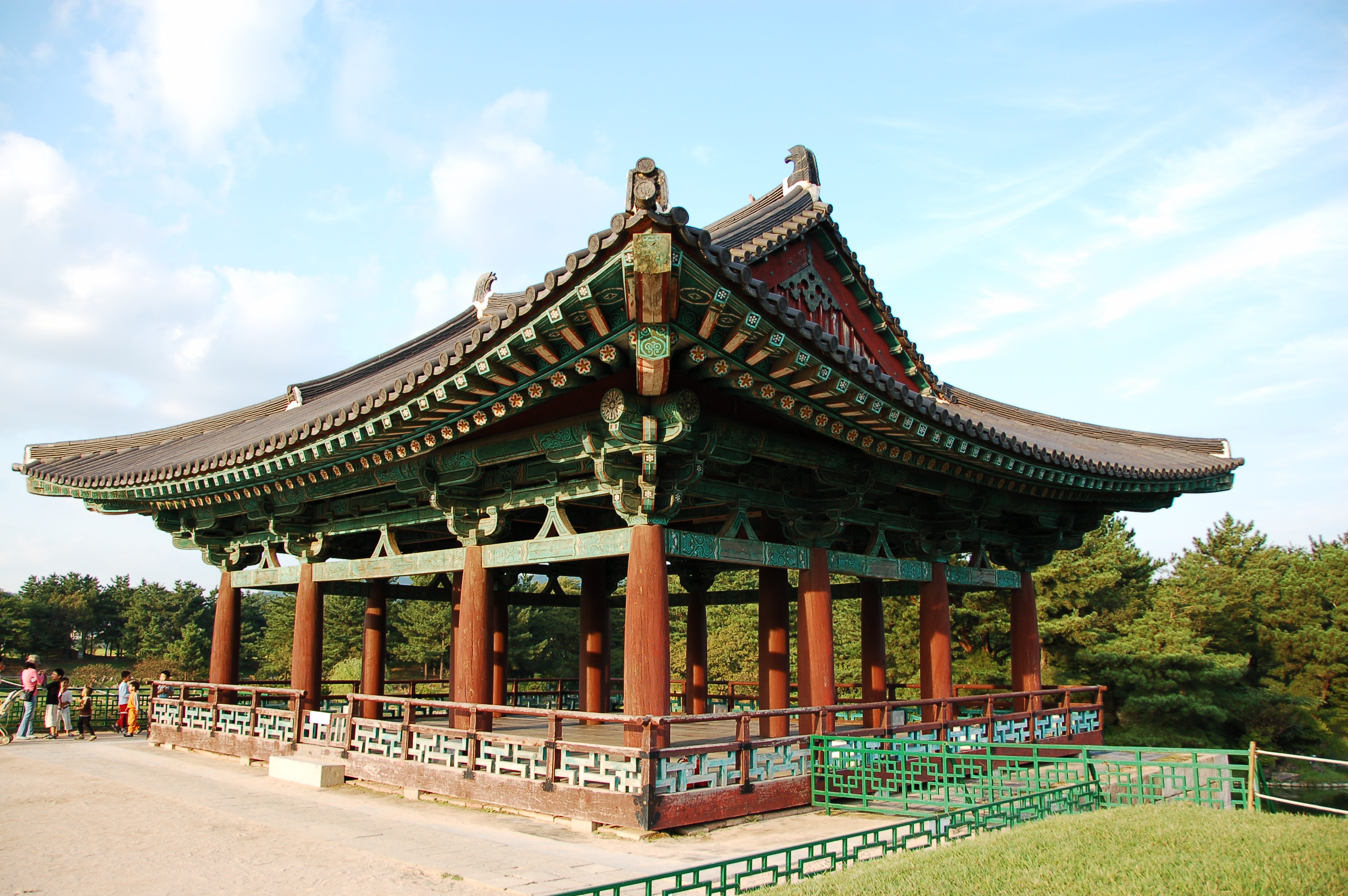
Pavelló reconstruït
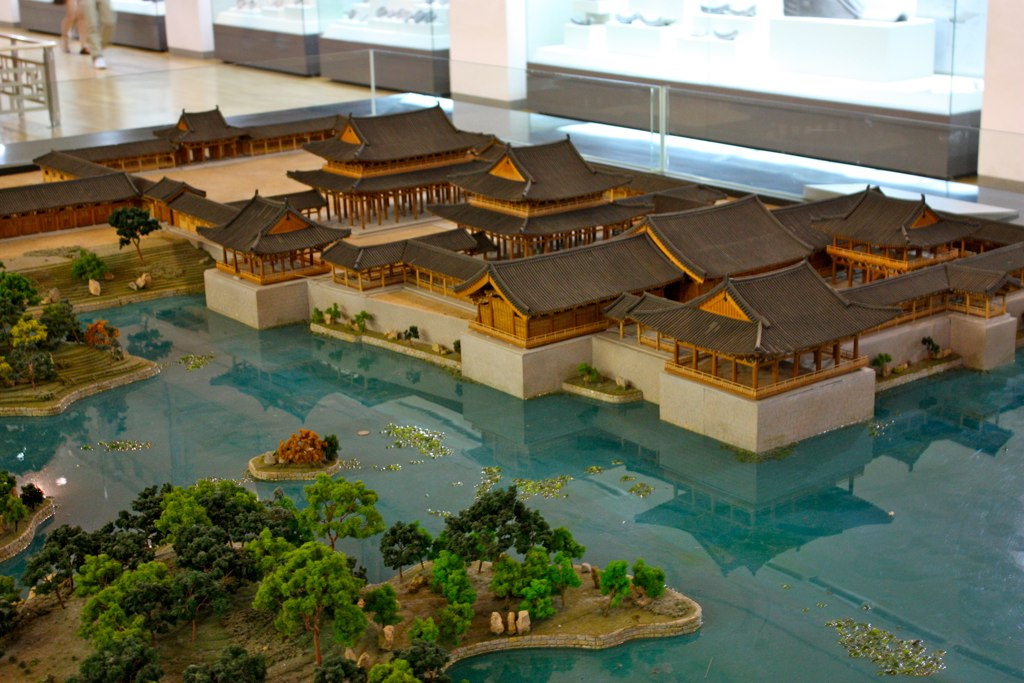
Maqueta
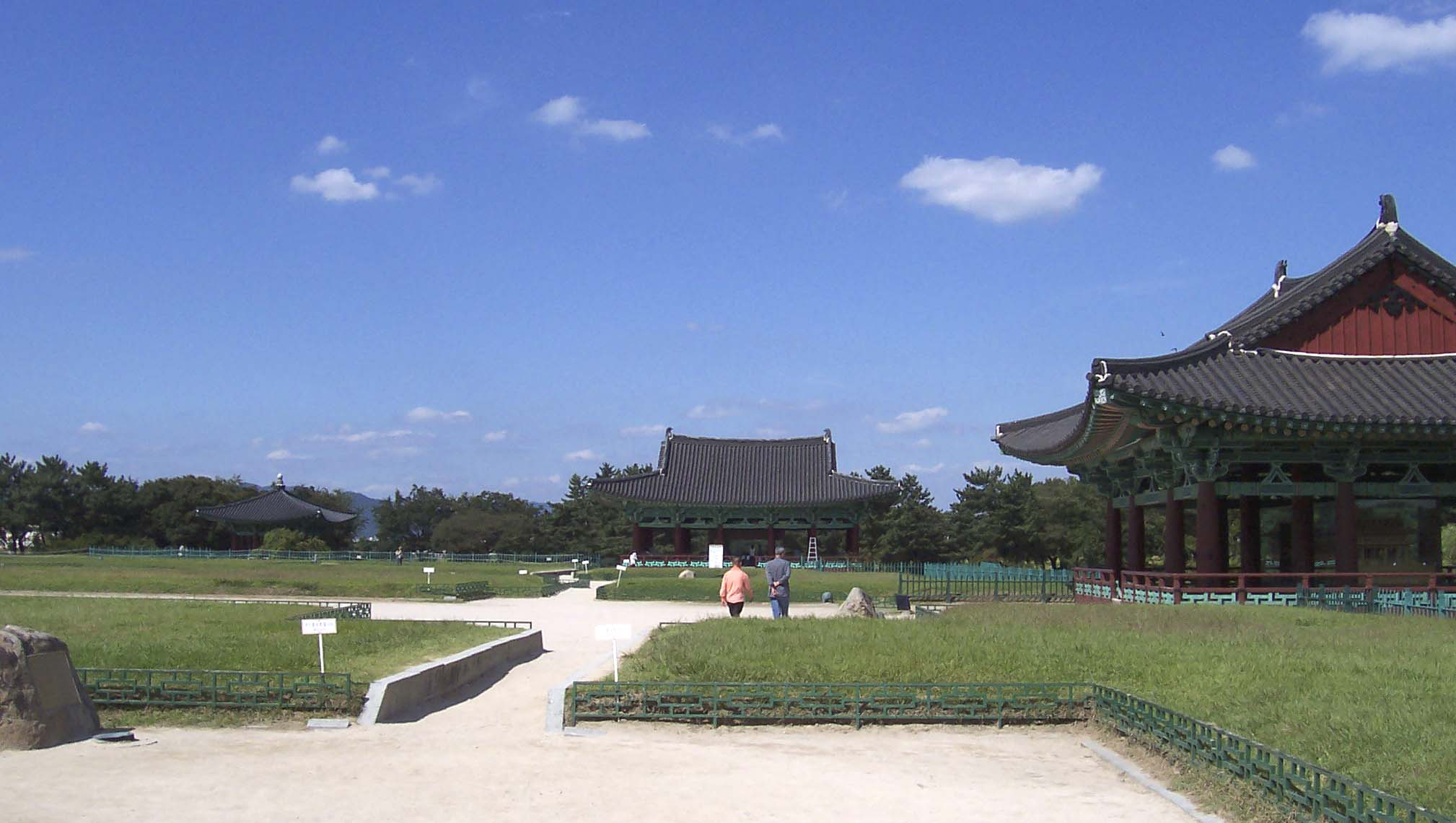
Entrada
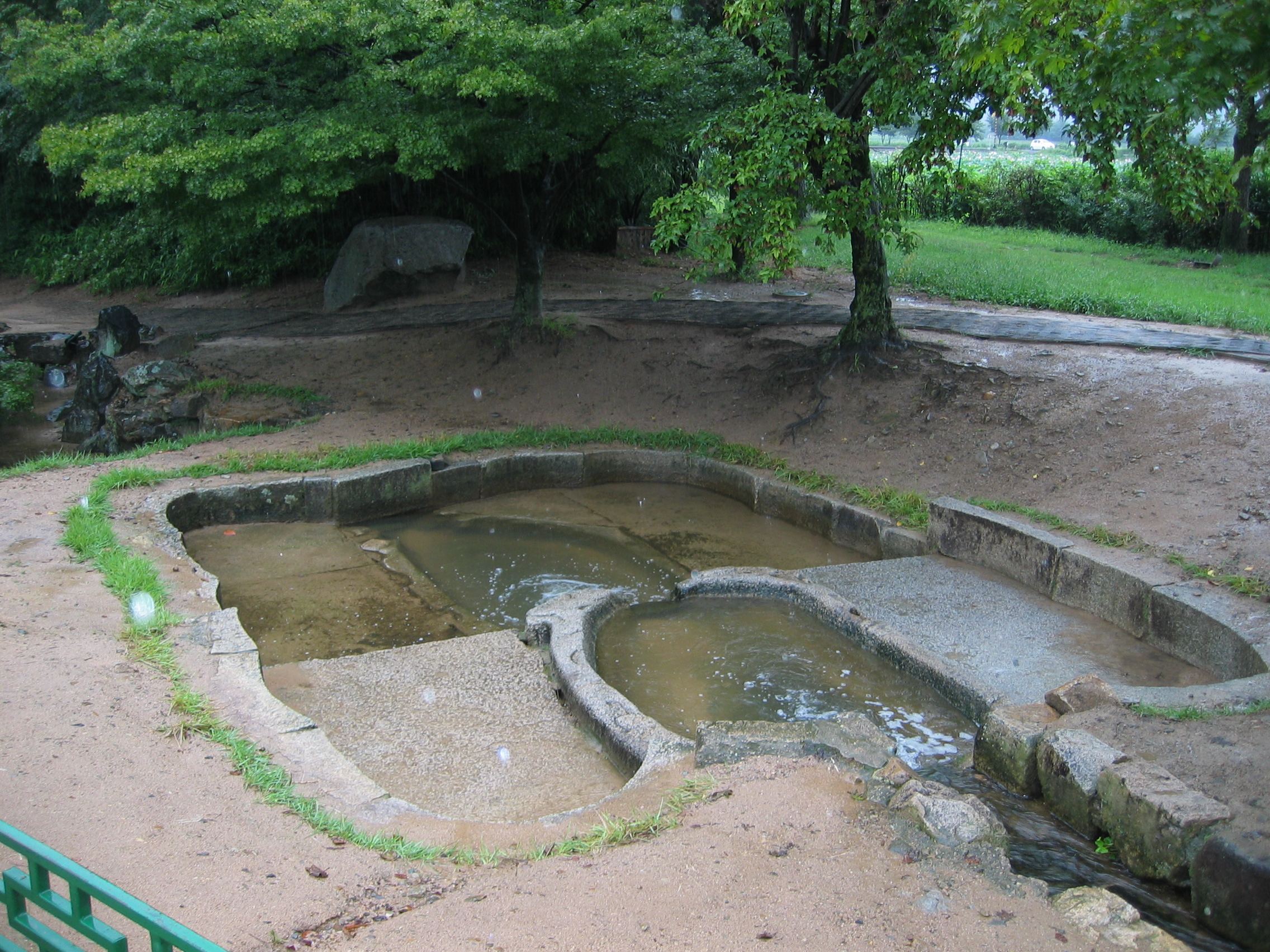
Punt de drenatge